# Sangwan Jaksunin
Sangwan Jaksunin, auch Phatsorn Jaksuninkorn (* 10. Dezember 1984 in Bangkok), ist eine ehemalige thailändische Leichtathletin, die sich auf den Sprint spezialisiert hatte.

## Sportliche Laufbahn
Erste Erfahrungen bei internationalen Wettkämpfen sammelte Sangwan Jaksunin im Jahr 2003, als sie bei den Asienmeisterschaften in Manila mit der thailändischen 4-mal-100-Meter-Staffel in 44,25 s die Goldmedaille gewann. 2005 verteidigte sie bei den Asienmeisterschaften im südkoreanischen Incheon mit der Staffel in 44,18 s den Titel. Daraufhin gewann sie bei den Hallenasienspielen in Bangkok im 60-Meter-Lauf in 7,49 s die Silbermedaille hinter ihrer Landsfrau Nongnuch Sanrat und anschließend schied sie bei den Südostasienspielen in Manila über 200 Meter mit 24,60 s in der ersten Runde aus und siegte mit der Staffel in 44,30 s. Im Jahr darauf gewann sie dann bei den Hallenasienmeisterschaften in Pattaya in 7,54 s über 60 Meter die Silbermedaille hinter Sanrat und beim IAAF World Cup in Athen erreichte sie mit der Staffel in 44,27 s Rang sechs.
Bei den Leichtathletik-Asienmeisterschaften 2007 in Amman feierte sie mit der Staffel nach 44,31 s den dritten Titelgewinn in Folge und gewann anschließend bei den Studentenweltspielen in Bangkok mit der Staffel in 43,92 s die Silbermedaille hinter dem Team aus Finnland. Daraufhin gewann sie in 7,49 s erneut die Silbermedaille hinter ihrer Landsfrau Sanrat bei den Hallenasienspielen in Macau. Bei den Südostasienspielen in Nakhon Ratchasima belegte sie im 100-Meter-Lauf in 11,98 s den vierten Platz und siegte mit der Staffel in 44,00 s. 2008 wurde sie bei den Hallenasienmeisterschaften in Doha in 7,64 s Vierte über 60 Meter und mit der Staffel nahm sie im Sommer an den Olympischen Spielen in Peking teil, verpasste dort aber mit 44,38 s den Finaleinzug. 2009 erreichte sie bei der Sommer-Universiade in Belgrad das Halbfinale im Einzelbewerb, in dem sie mit 11,83 s ausschied und mit der Staffel erreichte sie in 44,47 s Rang vier. Anschließend schied sie bei den Weltmeisterschaften in Berlin mit der Staffel mit 44,59 s in der Vorrunde aus, gewann daraufhin aber bei den Asienmeisterschaften in Guangzhou in 44,55 s die Silbermedaille mit der Staffel hinter dem Team aus Japan, ehe sie bei den Südostasienspielen in Vientiane in 44,54 s die Goldmedaille gewann. Im Jahr darauf nahm sie erstmals an den Asienspielen in Guangzhou teil und siegte dort mit der Staffel in 44,09 s.
2011 gewann sie bei den Asienmeisterschaften in Kōbe in 44,62 s die Bronzemedaille hinter den Teams aus Japan und China und anschließend belegte sie bei den Studentenweltspielen in Shenzhen in 44,13 s den fünften Platz mit der Staffel. Daraufhin siegte sie bei den Südostasienspielen in Palembang ein weiteres Mal mit 44,40 s. 2013 gewann sie bei den Asienmeisterschaften in Pune in 44,44 s die Bronzemedaille hinter den Teams aus China und Japan und bei den Südostasienspielen in Naypyidaw belegte sie in 24,43 s den fünften Platz im 200-Meter-Lauf und siegte in 44,42 s mit der 4-mal-100-Meter- sowie in 3:36,58 min auch mit der 4-mal-400-Meter-Staffel. Im Jahr darauf nahm sie mit der Staffel erneut an den Asienspielen in Incheon teil und belegte dort in 44,39 s den vierten Platz. 2015 gewann sie bei den Asienmeisterschaften in Wuhan in 44,73 s die Bronzemedaille hinter den Teams aus China und Japan und schied anschließend bei den Südostasienspielen in Singapur über 200 Meter mit 25,01 s im Vorlauf aus, siegte aber mit der 4-mal-100-Meter-Staffel in 44,27 s. Daraufhin beendete sie ihre Karriere als Leichtathletin im Alter von 30 Jahren.

## Persönliche Bestleistungen
- 100 Meter: 11,73 s (+0,9 m/s), 7. Juli 2009 in Belgrad
  - 60 Meter (Halle): 7,49 s, 13. November 2005 in Bangkok
- 200 Meter: 24,31 s (+0,2 m/s), 4. August 2010 in Sondershausen